# ケイレブ・ブラッド・スミス

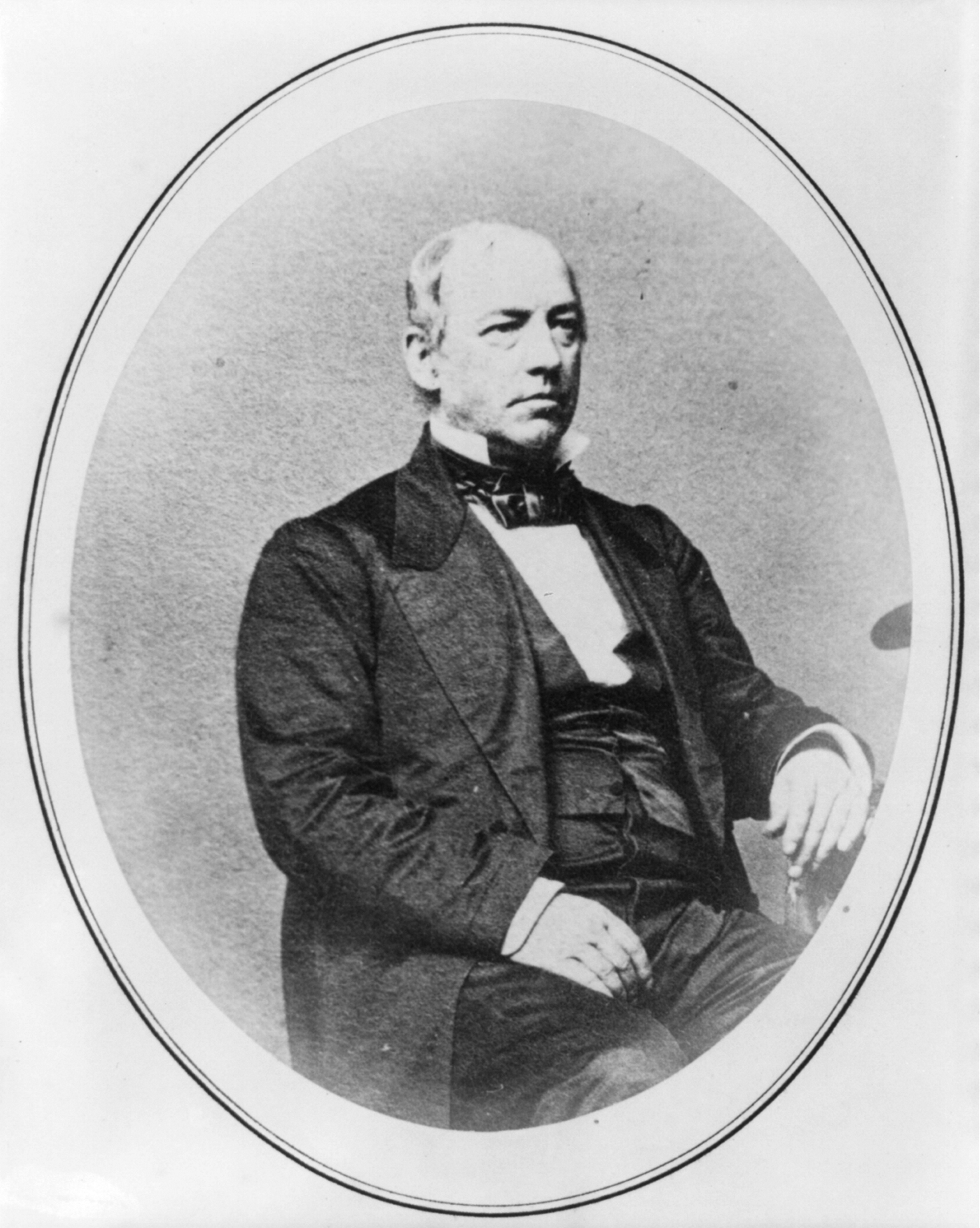
ケイレブ・ブラッド・スミス

ケイレブ・ブラッド・スミス（Caleb Blood Smith, 1808年4月16日 - 1864年1月7日は、アメリカ合衆国の政治家。エイブラハム・リンカーン政権で第6代アメリカ合衆国内務長官を務めた。

## 生い立ちと初期の経歴
1808年4月16日、スミスはマサチューセッツ州ボストンにおいて誕生した。スミスは1814年に両親とともにオハイオ州に移住した。スミスはシンシナティ大学とマイアミ大学で教育を受け、オハイオ州シンシナティとインディアナ州コナーズヴィルで法律を学んだ。スミスは1828年に弁護士として認可を受け、コナーズヴィルで弁護士業を開業した。1832年、スミスは雑誌『インディアナ・センティネル』を創刊し、編集活動を行った。

## アメリカ合衆国下院議員
スミスは1833年から1837年、および1840年と1841年にインディアナ州下院議員を務めた。スミスはまた、1836年に州下院議長も務めた。スミスはホイッグ党に参加し、1843年から1849年まで3期6年の間、連邦下院議員を務めた。スミスは連邦議会において、米墨戦争にかかる対メキシコ賠償請求委員を務めた。1850年、スミスは弁護士業に復帰し、シンシナティおよびインディアナポリスに居住した。スミスは1860年にシカゴで開催された共和党全国大会で、エイブラハム・リンカーンの大統領指名獲得に大きく寄与した。

## アメリカ合衆国内務長官
リンカーンは大統領選挙におけるスミスの貢献を評価し、リンカーンが大統領に就任した1861年、スミスを内務長官に任命した。スミスはインディアナ州民として初の閣僚職を獲得した。だがスミスは職務にほとんど興味を持たず、健康的問題を理由として内務次官補ジョン・パーマー・アッシャーに大部分の権限と責任を委任した。1862年、スミスはジョン・アーチボルド・キャンベルの辞職によって空席となっていた連邦最高裁判所のポストに関心を示していた。だがリンカーン大統領はそのポストにデイヴィッド・デイヴィスを据えた。スミスは1862年12月に内務長官を辞職し、後任にはジョン・パーマー・アッシャーが就いた。スミスはインディアナ州に帰郷し、連邦地方裁判所判事となった。

## 晩年
1864年1月7日、スミスは健康を害し、死亡した。スミスの遺体はインディアナ州コナーズヴィルの市立墓地に埋葬された。